# Canton de Vesoul-Est
Pour les articles homonymes, voir Canton de Vesoul (homonymie).
Le canton de Vesoul-Est est un ancien canton français situé dans le département de la Haute-Saône et la région Franche-Comté. Il exista de 1973 à 2014.
Le canton de Vesoul-Est était composé de 13 communes et des quartiers nord de Vesoul. En 2015, il a été remplacé par le canton de Vesoul-2.

## Représentation
| Période | Période | Identité          | Étiquette    | Qualité                                                                          |
| ------- | ------- | ----------------- | ------------ | -------------------------------------------------------------------------------- |
| 1973    | 1976    | Pierre Rénet      | CNIP         | Ingénieur Maire de Vesoul (1963-1977)                                            |
| 1976    | 1982    | Guy Batlogg       | PS           | Militant associatif, Vesoul                                                      |
| 1982    | 1988    | Bernard Ferry     | UDF-PR       | Chargé de mission national du PR                                                 |
| 1988    | 1994    | Loïc Niepceron    | PS           | Inspecteur du Trésor Maire de Vesoul (1989-1995) Conseiller régional             |
| 1994    | 2015    | Jean-Claude Ayala | RPR puis UMP | Cadre bancaire Adjoint au Maire de Vesoul Suppléant du député Christian Bergelin |

## Composition
| Fresne Scey Dampierre Champlitte Champagney Faucogney Lux St-Sauveur Mélisey Rioz Marnay Gy Autrey Gray Montbozon Saulx Port-s-Saône Combeauf. Vitrey Jussey Vauvillers St-Loup Amance Lure-Nord Lure-Sud Villersexel V.E. V.O. Noroy H.O. H.E. Pesmes |

| Nom                                 | Code Insee | Intercommunalité   | Population (dernière pop. légale)              |
| ----------------------------------- | ---------- | ------------------ | ---------------------------------------------- |
| Vesoul (chef-lieu)                  | 70550      | CA de Vesoul       | Fraction : 9 299(2012) Commune : 15 212 (2014) |
| Colombier                           | 70163      | CA de Vesoul       | 443 (2014)                                     |
| Comberjon                           | 70166      | CA de Vesoul       | 178 (2014)                                     |
| Coulevon                            | 70179      | CA de Vesoul       | 198 (2014)                                     |
| Frotey-lès-Vesoul                   | 70261      | CA de Vesoul       | 1 436 (2014)                                   |
| Montcey                             | 70358      | CA de Vesoul       | 269 (2014)                                     |
| Navenne                             | 70378      | CA de Vesoul       | 1 692 (2014)                                   |
| Quincey                             | 70433      | CA de Vesoul       | 1 394 (2014)                                   |
| Varogne                             | 70522      | CC Terres de Saône | 136 (2014)                                     |
| Vellefrie                           | 70534      | CC Terres de Saône | 143 (2014)                                     |
| La Villeneuve-Bellenoye-et-la-Maize | 70558      | CC Terres de Saône | 136 (2014)                                     |
| Villeparois                         | 70559      | CA de Vesoul       | 216 (2014)                                     |
| Vilory                              | 70569      | CC Terres de Saône | 76 (2014)                                      |

## Démographie
| 1975 | 1982 | 1990   | 1999   | 2006   | 2011   | 2012   |
| ---- | ---- | ------ | ------ | ------ | ------ | ------ |
| -    | -    | 16 618 | 15 861 | 15 464 | 15 456 | 15 536 |